# فخری محمد سلمان
فخری محمد سلمان (انگلیسی: Fakhri Mohammed Salman) بازیکن فوتبال اهل عراق بود.

وی همچنین در تیم ملی فوتبال عراق بازی کرده‌است.